# Амбасадор (филм)
Амбасадор је југословенски филм из 1984. године. Режирао га је Фадил Хаџић према сопственом сценарију.

## Улоге
| Глумац              | Улога                      |
| ------------------- | -------------------------- |
| Миодраг Радовановић | Владо Милковић             |
| Елизабета Кукић     | Мики                       |
| Фабијан Шоваговић   | мајстор централног грејања |
| Марија Кон          | Штефица                    |
| Зељко Кенигскнехт   | Рони                       |
| Војислав Брајовић   | Марк                       |
| Нина Ерак-Свртан    | Маркова супруга            |
| Инге Апелт          | Ана                        |
| Љубо Капор          |                            |
| Јурица Дијаковић    |                            |
| Матo Ерговић        |                            |
| Борис Ковачевић     |                            |
| Вања Матујец        | певачица рок састава       |
| Игор Хајдархоџић    |                            |
| Весна Врабец        |                            |

## Награде
- Фабијан Шоваговић награђен је у Пули Златном ареном за најбољу мушку епизоду улогу.[2]
- Ниш 84' - Велика повеља Миодрагу Радовановићу.[2]